# Зоряное (Винницкая область)
Зоряное (укр. Зоряне) — село на Украине, находится в Жмеринском районе Винницкой области.
Код КОАТУУ — 0520282812. Население по переписи 2001 года составляет 57 человек. Почтовый индекс — 23015. Телефонный код — 4341.
Занимает площадь 0,337 км².
До 17 июля 2020 года находилось в Барском районе Винницкой области.